# Бисект (филателия)

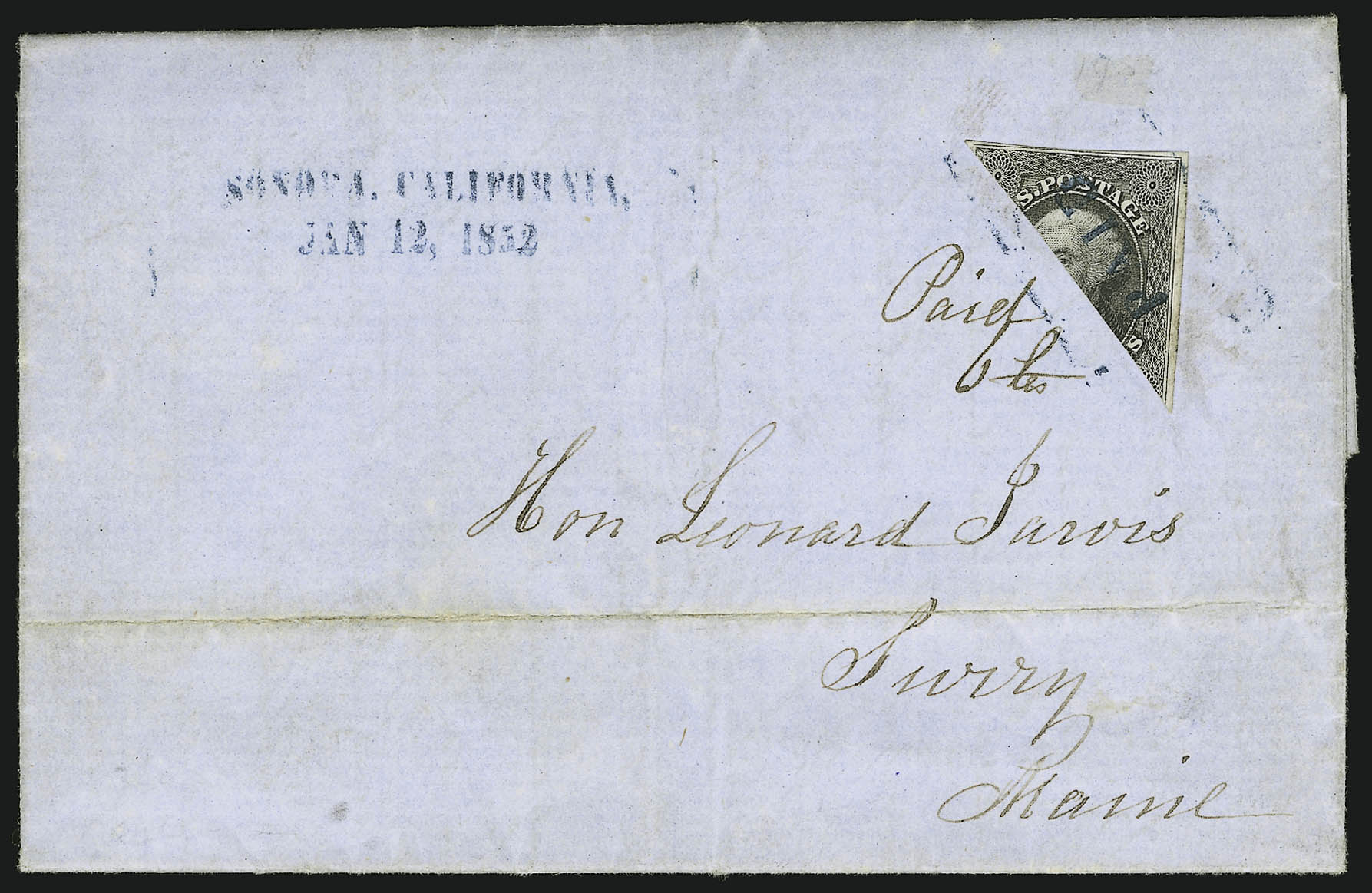
Провизорный, или неофициальный, диагональный бисект почтовой марки США 1851 года номиналом в 12 центов(Sc #17), использованной для оплаты 6 центов почтового тарифа

Бисе́кт (англ. bisect), или разрезанная марка, — разрезанная (обычно пополам, но возможно и на другие части) почтовая марка, использующаяся в почтовом обращении как самостоятельный знак почтовой оплаты для взимания пропорциональной части номинальной стоимости всей марки. К примеру, двухцентовая марка разрезается пополам и используется как одноцентовая.

## Описание
Когда запасы почтовых марок некоторых номиналов иссякают, почтовые служащие порой прибегают к разрезанию пополам марок более высоких номиналов, по вертикали или по диагонали, в результате чего получаются две «марки», каждая из которых представляет собой половину первоначальной стоимости в денежном выражении, или «номинальной» стоимости, неразрезанной марки. Отправители писем и бандеролей также прибегали к этой практике, иногда с официального или молчаливого разрешения почты, а иногда и без прямого разрешения.
Бисекты часто были в почтовом обращении в годы появления первых почтовых марок в целом ряде государств (Австрия, Брауншвейг, Ганновер, Чили, Шлезвиг-Гольштейн и другие). В конце XIX — начале XX века разрезание почтовых марок пополам приобрело большей частью спекулятивный характер, как это было, к примеру, в бывших колониях Германской империи.
От разрезанных марок следует отличать делимые марки как марки, изначально явно предназначенные для разделения.

## Виды бисектов
- Марка разрезана пополам. Разрез может быть по горизонтали, по вертикали, по диагонали (наклонный разрез). Каждая из половинок используется в половину стоимости первоначального номинала.[2]
- Марка разрезана на три части. Разрез может быть по горизонтали или по вертикали. Все три части используются в одну треть первоначального номинала. Случаи такого использования наблюдались в Папской области и в Аргентине[2].
- Марка разрезана на четыре части. Каждая из таких четвертинок марки имела франкировальную силу в одну четвёртую первоначального номинала. Случаи такого использования были в Папской области и в Сардинии[2].
- Марка разрезана в соотношении 1 : 2. При этом отделённая более крупная часть марки вместе с двумя меньшими частями от двух марок давала две марки. Этот редкий случай имел место, к примеру, в Ганновере в 1859 году, когда марка номиналом в 1 грош, что составляет 10 пфеннигов, после отделения 1/3 марки становилась маркой номиналом в 6, то есть собственно 7 пфеннигов, а две меньшие отрезанные части в сумме давали 3 + 3 = 6 пфеннигов[2].
- Марка разрезана на восемь частей. Случаи такого использования были в Мексике[2].➤

## Некоторые примеры

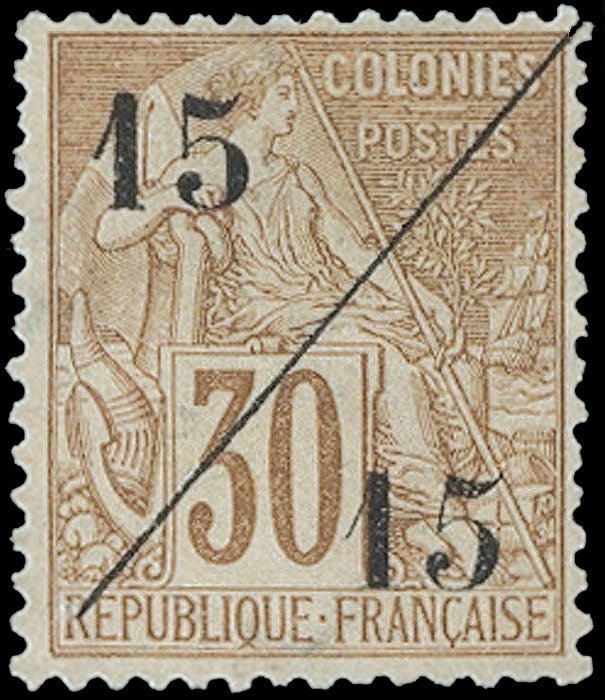
Подготовленная, но не выпущенная делимая марка Кохинхины, 1888(Sc #5)

Многие из случаев разрезания марок были хорошо задокументированы в истории почты.

### Гернси
Одним из известных примеров являются бисекты острова Гернси во время немецкой военной оккупации Нормандских островов в ходе Второй мировой войны.

### Мексика
Известны случаи разрезания первых почтовых марок Мексики на две, четыре и даже на восемь частей.

### СССР
В СССР в 1931 году в связи с изменением почтовых тарифов и отсутствием марок соответствующего номинала некоторыми почтовыми отделениями Восточной Сибири применялись бисекты марок номиналом в 10 копеек для оплаты 5-копеечного тарифа.

## Коллекционирование
Многие бисекты ценятся гораздо больше, чем марки, из которых они были изготовлены. Однако разрезанные марки имеют филателистическую ценность только в наклеенном на конверт (на целой вещи) виде или на вырезке из конверта, когда видны оттиски почтовых штемпелей, переходящие на оболочку, поскольку иначе невозможно доказать факт почтового обращения бисекта. При этом франкатура должна отвечать почтовому тарифу.
Коллекционерам нужно проявлять осторожность при помещении марок в свои коллекции, поскольку раньше часто изготовлялись подделки бисектов ввиду повышенного спроса на такие курьёзы.